# Droga wojewódzka 623
Die Droga wojewódzka 623 (DW 623) ist eine 16 Kilometer lange Droga wojewódzka (Woiwodschaftsstraße) in der polnischen Woiwodschaft Pommern, die Rakowiec mit Mirotki verbindet. Die Strecke liegt im Powiat Tczewski und im Powiat Starogardzki.

## Streckenverlauf
Woiwodschaft Pommern, Powiat Tczewski
-  Rakowiec (Rakowitz) (DK 91)
- Bielica
- Małe Wyręby
- Bielsk
-  Majewo (Paulshof) (DW 644)
-  Lipia Góra (Lindenberg) (DW 641)

Woiwodschaft Pommern, Powiat Starogardzki
- Barłożno (Barloschno)
-  Mirotki (Mirotken) (DW 231)